# James MacDonald (rugby à XV)
Pour les articles homonymes, voir James MacDonald et MacDonald.
Pas d'image ? Cliquez ici

b Matchs officiels uniquement.
James MacDonald, né à Stellenbosch le 15 juillet 1879 et mort dans la même ville le 27 avril 1925, est un joueur de rugby écossais, évoluant au poste d'ailier pour l'Écosse.

## Biographie
Originaire d'Afrique du Sud, James MacDonald arrive en Écosse pour étudier la médecine à l'université d'Édimbourg.
James MacDonald joue son premier test match avec l'équipe d'Écosse le 21 mars 1903 contre l'équipe d'Angleterre. Il dispute son dernier test match le 4 février 1905 contre le pays de Galles. Il joue 5 matchs et inscrit 2 essais et 2 transformations.

## Palmarès
- Triple couronne dans le Tournoi britannique de rugby à XV 1903.
- Victoire dans le Tournoi britannique de rugby à XV 1904.

## Statistiques en équipe nationale
- 5 sélections pour l'Écosse.
- 10 points (2 essais et 2 transformations)
- Sélections par année : 1 en 1903, 3 en 1904, 1 en 1905
- Participation aux tournois britanniques en 1903, 1904, 1905